# بلینوس برندریس

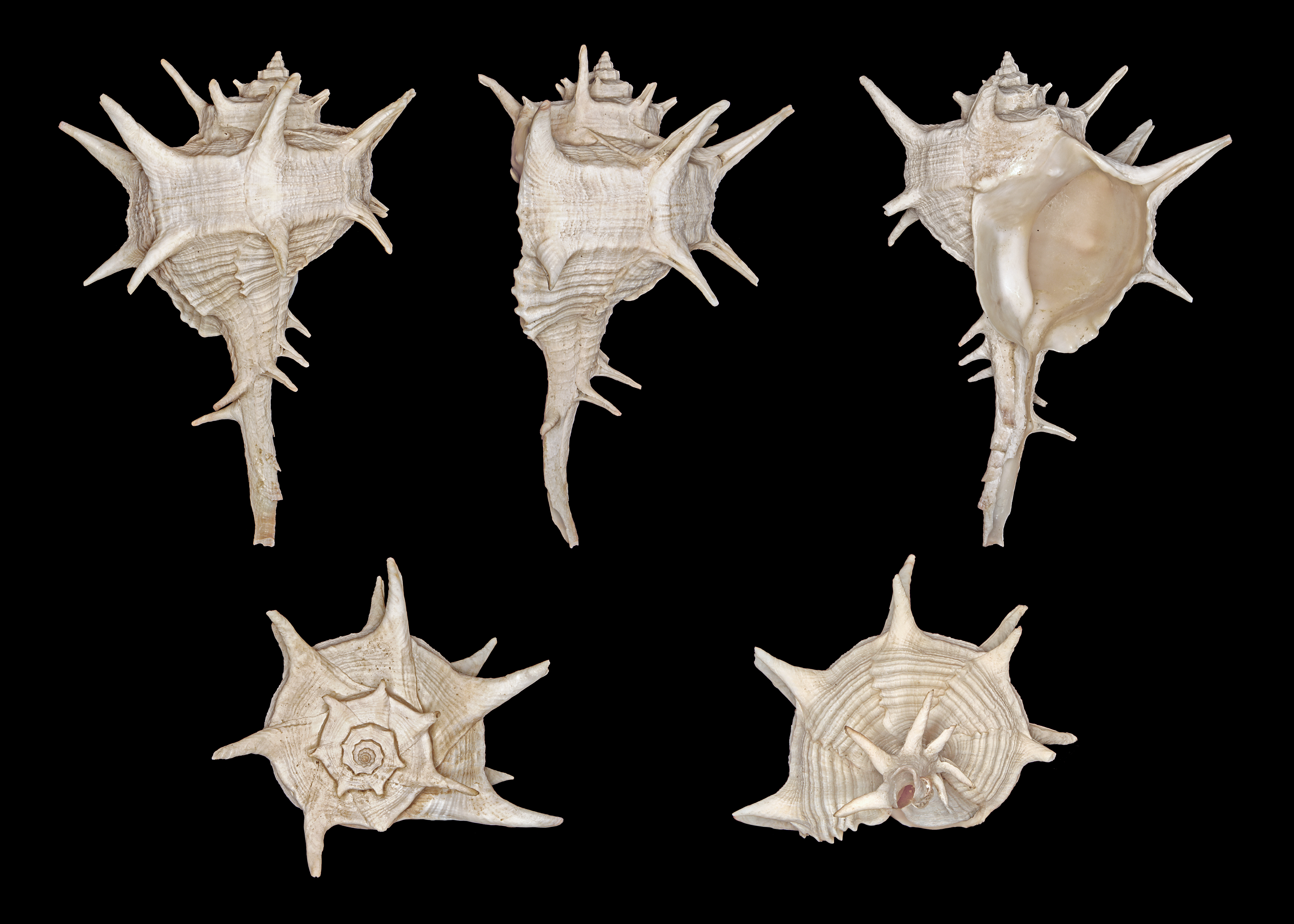
نماهای مختلف از صدف

بلینوس برندریس یا بولینوس برنداریس (انگلیسی: Bolinus brandaris) گونه‌ای از حلزون‌های دریایی درنده با اندازه متوسط، از خانواده حلزون‌های سنگی است.
پوسته‌های فسیلی این گونه در قبرس و اسپانیا یافت شده‌است. فینیقی‌ها در دوران باستان از آن برای استخراج رنگ «بنفش امپراتوری تیری» استفاده می‌کردند.

## پراکندگی و زیستگاه
این حلزون در بخش‌های مرکزی و غربی دریای مدیترانه زندگی می‌کند و در سواحل مرجانی در اقیانوس هند یافت شده‌است. این گونه روی صخره‌ها در آب‌های کم عمق زندگی می‌کند.